# ویلهم بلوشیان
ویلهم بلوشیان (انگلیسی: Wilhem Belocian؛ زادهٔ ۲۵ ژوئن ۱۹۹۵) ورزشکار دو و میدانی اهل فرانسه است.